# Tratado de Blois (1572)
El tratado de Blois de 1572 fue una alianza militar firmada entre Isabel I de Inglaterra y Carlos IX de Francia en prevención de una posible invasión de España sobre el territorio de alguno de los firmantes.  También incluía acuerdos para facilitar el comercio entre ambos.
Según los términos del tratado, firmado el 29 de abril de 1572 en Blois:
- en caso de que alguno de los dos países firmantes fuese invadido por un tercero, el otro debería enviar en el plazo de dos meses 6.000 piqueros y mosqueteros y 8 navíos con 1.200 hombres, convenientemente armados y avituallados, a costa del país invadido.  Se facilitaría el suministro de armas al país invadido.  Las naves del país invasor serían retenidas en los puertos de ambos países;
- los súbditos ingleses y franceses tendrían facilidades para comerciar en el territorio del otro.  Se habilitarían depósitos de mercancías en ambos países y se establecerían claramente las tasas de aduana aplicables;
- ambos firmantes obrarían conjuntamente para conseguir la pacificación de Escocia.